# Carcharhinus brevipinna

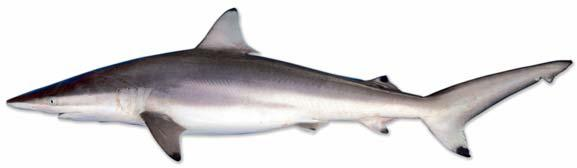

Carcharhinus brevipinna Müller & Henle, 1839) è una specie di squalo del genere Carcharhinus e della famiglia Carcharhinidae. Se ne trovano nelle acque tropicali e temperate calde di tutto il globo, fatta eccezione per la parte orientale dell'Oceano Pacifico. Abitano sia in acque sotto costa che al largo, sino a profondità di 100 metri, anche se preferiscono fondali poco profondi. Si potrebbe definire una versione più grande dello squalo orlato (Carcharhinus limbatus) per via del corpo snello del muso allungato e delle pinne segnate da macchie nere sulle punte. Lo distinguiamo tuttavia dallo squalo orlato per la prima pinna dorsale, dalla forma diversa e posta più indietro, ed anche per la punta nera della pinna anale (negli adulti). Al massimo questo squalo raggiunge lunghezze di circa 3 metri.
Si tratta di predatori rapidi e gregari, che si nutrono di una varietà di pesci ossei e cefalopodi. Quando si nutrono in gruppo, passano velocemente attraverso il banco ruotando intorno al proprio asse ed escono parzialmente dall'acqua. A questa abitudine si deve il nome inglese di spinner shark. Al pari degli altri Carcharhinidae la specie è vivipara, e le femmine mettono al mondo da 3 a 20 squaletti ogni anno. I nuovi nati sono allevati in zone appositamente scelte dalla specie vicino alla coste e crescono in modo piuttosto veloce. In genere lo squalo tissitore non rappresenta un pericolo per l'uomo, ma se eccitato dalla presenza di cibo può diventarlo. Il loro valore per la pesca commerciale è piuttosto elevato, sia per la carne che per l'olio del fegato e la pelle. Diviene anche preda di pescatori sportivi in quanto è un combattente eccezionale. La International Union for Conservation of Nature (IUCN) ha stabilito che la specie è prossima alla minaccia in tutto il mondo e vulnerabile al largo degli Stati Uniti sudorientali.

## Tassonomia
Inizialmente il nome assegnato alla specie fu Carcharias (Aprion) brevipinna, nome scelto da Johannes Peter Müller e Friedrich Gustav Jakob Henle nella loro opera del 1839 Systematische Beschreibung der Plagiostomen. Il tipo nomenclaturale era un esemplare di 79 cm rinvenuto a Giava. La specie fu poi spostata all'interno dei generi Aprion, Squalus, e Aprionodon prima di essere collocata nell'attuale Carcharhinus. La forma dei denti e la colorazione degli esemplari variano in modo significativo con l'età e la regione geografica, dando luogo a confusione nella classificazione Altri nomi comuni in inglese sono squalo puntanera, grande squalo puntanera, squalo coda ad inchiostro, squalo grigio nasolungo e squalo zannaliscia.

## Filogenetica
Basandosi su somiglianze morfologiche, sulla forma dei denti e sul comportamento, si è stabilito che il parente più prossimo allo squalo tissitore sia il Carcharhinus amblyrhynchoides. Ad ogni modo questa interpretazione non ha trovato riscontro nel test agli allozimi portato avanti da Gavin Naylor nel 1992, che ha evidenziato come le somiglianze di cui sopra siano frutto di convergenza evolutiva e la specie più vicina a quella in questione sia invece il Carcharhinus brachyurus. Nel 2007 uno studio ribosomale sul DNA da parte di Mine Dosay-Akbulut, ha dimostrato come lo squalo tissitore sia il più divergente dal punto di vista genetico all'interno della famiglia eccezion fatta per lo squalo tigre (Galeocerdo cuvier) e che la specie sia più diversificata dagli altri Carcharhini rispetto ad esempio allo squalo limone (Negaprion brevirostris) t.

## Areale
Va premesso che esistono delle incertezze sulla distribuzione della specie in quanto spesso essa viene confusa con il Carcharhinus limbatus. Nell'Oceano Atlantico occidentale comunque ne sono stati avvistati dalla Carolina del Nord sino al Golfo del Messico, incluse le Bahamas e Cuba, e poi dal Brasile meridionale all'Argentina. Nell'Atlantico orientale invece occorre dall'Africa settentrionale alla Namibia. Nell'Oceano Indiano lo troviamo dal Sudafrica e dal Madagascar sino al Mar Rosso ed al Golfo di Aden, sino all'India e le isole circostanti, a Giava ed a Sumatra. Nell'Oceano Pacifico infineI è stato scoperto in Giappone, Vietnam, Australia, e probabilmente anche alle Filippine. Evidenze parassitologiche hanno mostrato come gli esemplari dell'Oceano Indiano abbiano probabilmente attraversato il Canale di Suez sino al Mar Mediterraneo divenendo per questo migratori lessepsiani.

## Habitat
Studi dimostrano come questi squali vivano dalla superficie a profondità massime di 100 metri, anche se prediligono profondità massime di 30 e lì dentro occupano tutti gli strati marini. Potreste incontrarne uno dalla costa al mare aperto al di sopra di piattaforme continentali ed insulari. Alcuni giovani entrano nelle baie, ma in genere evitano l'acqua salmastra. La sottopopolazione statunitense è migratrice: in primavera ed in estate li troviamo in acque calde vicino alla costa, mentre nelle altre stagioni si spingono più in profondità.

## Aspetto

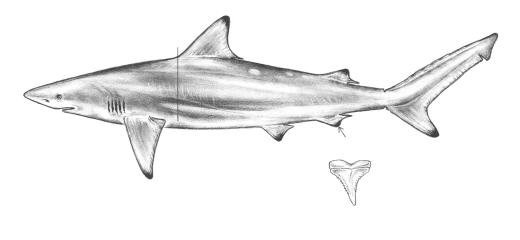
Disegno di un Carcharhinus brevipinna e di un suo dente.

La lunghezza media è di 2 metri, la massa corporea di 56 kg. Il record per la specie appartiene ad un esemplare di 3 metri circa e 90 kg. In genere gli esemplari indopacifici sono più grandi di quelli nordamericani. La specie ha un corpo allungato e snello con un caratteristico muso lungo ed appuntito. Gli occhi sono piccoli e circolari. Sono presenti dei particolari solchi rivolti in avanti agli angoli della bocca. Troviamo un numero variabile tra 15 e 18 file di denti su ciascun lato della mascella superiore e tra 14 e 17 su ciascun lato di quella inferiore. Sono inoltre presenti 2 (sopra) ed 1 (sotto) unico dente simfisiale al centro. Le cuspidi dei denti sono lunghe e strette, posizionate al centro del dente. Sono appuntite sui denti superiori, lisce su quelli inferiori. Sono infine presenti 5 paia di lunghe fessure branchiali.
La prima pinna dorsale è relativamente piccola ed in genere parte subito dietro al margine delle pinne pettorali. Non vi sono creste tra le due pinne dorsali. Le pettorali sono piuttosto corte, strette e a forma di falce. il corpo è densamente ricoperto da dentelli dermici a forma di diamante con 7 (più raramente 5) creste orizzontali. Il colore è grigio con sfumature bronzee sul dorso e bianco sul ventre, con una striatura bianco pallido sui due lati. I giovani non hanno segni sulle pine, mentre negli sdulti troviamo punte nere sulla seconda dorsale, sulle pettorali, sull'anale e sul lobo inferiore della caudale. Un'altra differenza rispetto allo squalo punta nera del reef è il fatto che in quest'ultimo la prima dorsale è meno triangolare e posizionata più all'indietro. Gli adulti di questa specie inoltre non hanno la punta della pinna anale di colore nero.

## Comportamento
Si tratta di un nuotatore veloce e attivo che a volte forma squadre numerose divise per età e sesso. I giovani prediligono acque più fredde di quelle dove nuotano gli adulti. Al largo del Sudafrica le femmine vengono avvistate vicino a riva per tutto l'anno, i maschi solo durante l'estate. Gli esemplari più piccoli diventano a volte preda di squali più grandi. Parassiti noti della specie sono i copepodi Kroyeria deetsi, Nemesis pilosus e Nemesis atlantica, che infestano le branchie, Alebion carchariae, che infesta la pelle, Nesippus orientalis, che invade la bocca e gli archi branchiali e infine il Perissopus dentatus, che attacca le narici e i margini posteriori delle pinne.

## Dieta
Lo squalo tissitore si nutre principalmente di piccoli pesci ossei come ad esempio elopidi, sardine, aringhe, alici, pesci gatto di mare, pesci lucertola, cefali, pesci serra, tonni, palamite, scienidi, carangidi, gerreidi e cinoglossidi. Si sa inoltre che mangiano pastinache, seppie, calamari e polpi. Sono stati inoltre avvistati in gruppo mentre inseguivano banchi di prede ad alta velocità. Le prede quando sono sole vengono catturate ed ingoiate intere, perché la dentizione da taglio della specie è piuttosto carente. Questa specie utilizza una tattica inusitata quando si nutre di piccoli pesci riuniti in banchi. Carica verso l'alto con le fauci spalancate ruotando intorno al proprio asse mordendo intorno a sé. Per inerzia succede spesso che l'animale esca all'aria aperta per qualche istante. Anche lo squalo punta nera del reef ha lo stesso comportamento, ma non così spesso. Al largo del Madagascar, gli squali tissitori inseguono banchi di sgombri, tonni e Carangidae. Come i C. melanopterus si riuniscono attorno alle navi da gambero per nutrirsi delle prede indesiderate gettate a mare e possono mettere in atto scene di frenesia alimentare.

## Riproduzione
Come tutti i Carcharhinidae, anche questo squalo è viviparo. Le femmine adulte sono dotate di un solo ovario funzionale, ma di due uteri. Ciascuno di questi è suddiviso in compartimenti, uno per ciascun embrione. All'inizio i cuccioli sono sostentati da una specie di tuorlo, ma quando lo esauriscono e sono lunghi all'incirca 19 cm la sacca vuota si trasforma in placenta permettendo alla madre di continuare a nutrirli fino al termine della gestazione. Questa specie presenta il più evidente scarto tra le dimensioni dell'ovulo e quelle del nuovo nato all'interno di tutti gli squali vivipari conosciuti. Le femmine partoriscono da 3 a 20 (in genere da 7 ad 11) squaletti ogni anno dopo una gestazione che dura da 11 a 15 mesi. L'accoppiamento avviene in primavera o in estate ed il parto in agosto nei pressi del Nordafrica, da aprile a maggio vicino al Sudafrica e da marzo ad aprile nell'Atlantico nordoccidentale. Il parto avviene in zone vivaio costiere come baie, spiagge e estuari fluviali ad alta salinità, ma sempre al di sotto dei 5 metri di profondità.
La lunghezza degli squaletti al parto è tra i 66 ed i 77 cm nell'Atlantico nordoccidentale, tra i 61 ed i 69 al largo della Tunisia, e 60 in Sudafrica. La crescita è relativamente veloce: 30 cm all'anno tra i nuovi nati, 25 per chi ha già compiuto un anno, 10 per gli adolescenti a 5 cm all'anno per gli adulti. Nell'Atlantico nordoccidentale il maschio è maturo alla lunghezza di 1.3 metri, la femmina alla lunghezza di 1.5 o 1.6 metri. Queste lunghezze corrispondono ad un'età di 4-5 e 7-8 anni rispettivamente. In Sudafrica invece, alla maturità si stimano lunghezze di 1.8 e 2.1 metri rispettivamente per i maschi e le femmine. In genere la riproduzione può avvenire solamente al compimento del dodicesimo o del quattordicesimo anno d'età e la morte sopraggiunge dopo il quindicesimo o al massimo il ventesimo o poco più.

## Interazioni con l'uomo

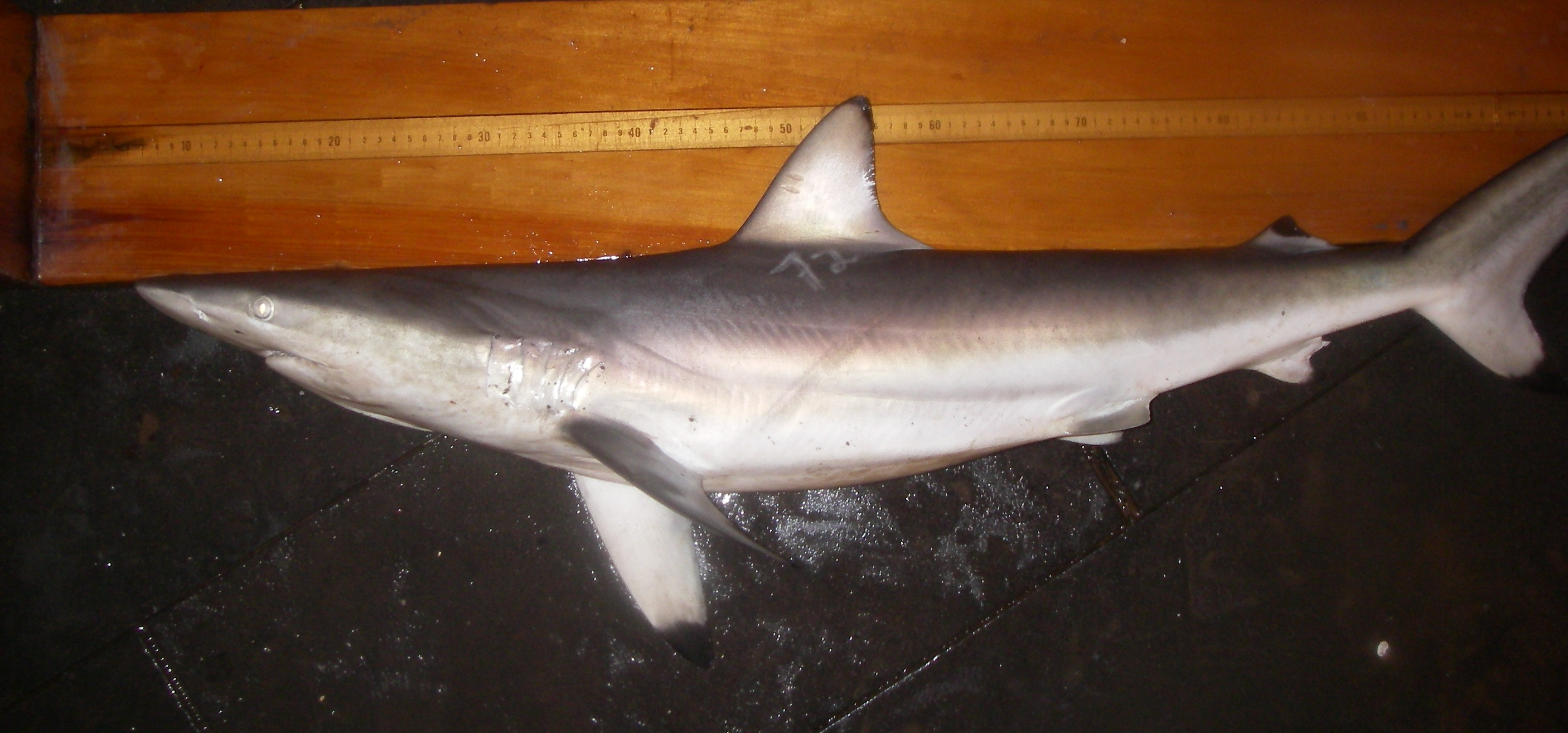
L'interesse per questa specie è alto sia per quanto riguarda la pesca sportiva che per quella commerciale.

In linea di principio, questi squali non sono pericolosi per l'uomo. Essi stessi non percepiscono i grandi mammiferi come prede in quanto i loro denti sottili sono più adatti ad afferrare che a tagliare. Possono tuttavia entrare in uno stato di eccitazione in presenza di cibo, pertanto è sempre consigliata cautela durante la pesca subacquea . Sino al 2008, l'International Shark Attack File ha preso nota di 16 attacchi non provocati ed uno provocato attribuibili alla specie in questione. Nessuno degli attacchi è risultato fatale.
La carne di questo squalo è considerata di alta qualità e viene venduta fresca o essiccata e sotto sale. In più, le sue pinne possono essere l'ingrediente principale della zuppa di pinne di squalo in Estremo Oriente, l'olio del fegato viene sfruttato per ricavarne vitamine e la pelle viene utilizzata per preparare un particolare cuoio. La pesca di questo animale nell'Atlantico nordoccidentale e nel Golfo del Messico da parte di pescherecci americani è molto consistente. La carne viene venduta con il nome di "blacktip shark" (in italiano squalo orlato o Carcharhinus limbatus) negli Stati Uniti, visto che i consumatori associano questo nome ad una più alta qualità, ma la carne è assai simile. Alquanto probabile è anche l'ipotesi che questo squalo venga catturato inavvertitamente da altri pescherecci non specializzati, e che il fatto non venga riportato in quanto spesso l'animale è confuso con lo squalo orlato citato più sopra. Questo squalo è inoltre considerato un formidabile lottatore dai pescatori sportivi, che lo hanno spesso osservato saltare oltre la superficie del mare.
L'Unione Internazionale per la Conservazione della Natura (IUCN) ha classificato questo animale come vulnerabile in tutto il mondo. La specie è inoltre indifesa rispetto allo sfruttamento umano ed al danneggiamento dell'habitat in quanto tende a vivere vicino alle coste. La pesca negli Stati Uniti è regolata dal Fishery Management Plan (FMP) for Atlantic Tunas, Swordfish and Sharks (Piano di Gestione della Pesca per Tonni, Pesci Spada e Squali dell'Atlantico) emesso da parte del National Marine Fisheries Service (NMFS) degli USA nel 1999. Ai fini delle decisioni inerenti alle quote commerciali e le massime quantità pescabili questa specie è classificata come "Large Coastal Shark" (LCS).